# 塔宇革忒
塔宇革忒（古希腊语：Ταΰγετη）希腊神话中的普勒阿得斯七姐妹之一。
与其他普勒阿得斯一样，塔宇革忒是提坦神阿特拉斯的女儿，母亲为普勒俄涅。她为宙斯所爱，为摆脱后者的纠缠而请求阿耳忒弥斯将自己变成一头母鹿（普勒阿得斯是阿耳忒弥斯的伴神）。但塔宇革忒被宙斯强奸，并因此生下了拉刻代蒙和欧罗塔斯。拉刻代蒙后来建立了斯巴达城，这就是古希腊人也称斯巴达为拉刻代蒙（Lakedaímōn）的原因。而欧罗塔斯则是斯巴达城的名祖斯巴达（拉刻代蒙之妻）的父亲。
塔宇革忒最后与她的姐妹们一起变成了天空中的昴星团。在现代天文学中，昴宿二的拉丁名来自于塔宇革忒，这实际上是一个三合星。拉科尼亚地区的塔伊耶托斯山脉据说也得名于她。

## 资料来源
- 《世界神话辞典》，辽宁人民出版社，ISBN 7-205-00960-X。